# Bonellia longifolia
Bonellia longifolia là một loài thực vật có hoa trong họ Anh thảo. Loài này được (Standl.) B.Ståhl & Källersjö mô tả khoa học đầu tiên năm 2004.